# Factor ecològic
Factor ecològic és tot aquell element del medi susceptible d'actuar directament sobre tots els éssers vivents com a mínim durant una fase del seu desenvolupament. Es fan servir els factors ecològics per descriure analitzar o modelitzar un ecosistema o una espècie donada. De forma més general es parla de factor mediambiental especialment en epidemiologia.
Es distingeixen molts tipus de factors ecològics del medi segons la classificació que s'utilitzi.
De manera simplificada els factors ecològics s'agrupen en: 
- factors biòtics, interaccions entre éssers vius, dins de l'espècie o entre espècies (biocenosi).
- factors abiòtics, lligats a les condicions fisico-químiques del medi (biòtop)

Altres classificacions de factors ecològics :
- Els factors periòdics/aperiòdics, amb per exemple la classificació de Mondchasky.

## Nocions relatives
En realitat un gran nombre des factors dits abiòtics són controlats per interaccions biològiques i bucles de retroaccions complexes.

El ser viu és capaç d'extreure i captar les sals minerals del sòl (via els àcids orgànics secretats per les arrels) i de limitar l'erosió dels sòls i la marxa de nutrients cap als ecosistemes marins.

Els salmons remonten al seu lloc on moren per milions i les seves sals minerals van al mar.

El guano dels ocells marins enriqueixen el medi terrestre. Els catxalots remunten dels fons marins tones de ferro.

La temperatura és considerada un factor abiòtic però la bioturbació que fan tèrmits i abelles per exemple, fa escalfar els seus habitatges. L'evapotranspiració permet als vegetals modificar la seva temperatura.

## Impacte dels factors ecològics
- El repartiment de les espècies en biogeografia: una espècie pot ser eliminada per una altra per incompatibilitat amb les exigències vitals.
- la densitat de poblacions: modificació de taxes de mortalitat-fecunditat.
- l'aparició de modificacions adaptatives: modificació de comportament, de metabolisme.

Per exemple, a partir d'observacions sobre el terreny, de plantes, el botànic Landolt va fer una escala anomenada escala de valors de Landolt o Índexs Landolt) descrivint les necessitats de les plantes (d'1 a 5) per cadascun dels factors següents ;
F = Exigències en humitat de la planta,
L = Exigències en llum de la plante,
T = Exigències en temperatura,
N = Exigències en nutrients (sals minerals) i especialment en nitrogen.
D'altres paràmetres intervenen a llarg termini (ex: presència/absència d'un simbiont, d'un pol·linitzador, però aleshores són factors biològics).

## Lleis i conceptes sobre factors ecològics

### 1) Llei del mínim deJustus von Liebig
Segons la Llei del mínim, el creixement dels vegetals només és possible amb la quantitat suficient de tots els elements indispensables (factor limitant). Aquesta llei es pot estendre a tots els organismes

### La tolerància de Shelford
Un factor ecològic té el paper de limitant quan condiciona l'èxit de colonització d'un organisme.

### València ecològica
La valència ecològic d'una espècie representa la seva capacitat de suportar les variacions d'un factor ecològic.